# Württemberg (región vinícola)
La región vinícola de Wurtemberg (Alemania) se extiende siguiendo el curso del río Neckar así como sus afluentes, desde la avenida de Tauber hasta Stuttgart. Es un área extensa (11.300 ha.) 

## Variedades
en la que se producen vinos tintos a partir de Trollinger, Müllerrebe (Pinot meunier), Lemberger, Spätburgunder y Portugieser, y blancos con Riesling, Müller-Thurgau, Kerner y Silvaner, estos últimos fundamentalmente de producción tan baja que solo cubre el consumo de la región. 
| Principales variedades de uva en Württemberg (date 2022) | Principales variedades de uva en Württemberg (date 2022) | Principales variedades de uva en Württemberg (date 2022) | Principales variedades de uva en Württemberg (date 2022) | Principales variedades de uva en Württemberg (date 2022) |
| Variedad                                                 | Color                                                    | synonym                                                  | Composición en %                                         | Supercicie en ha                                         |
| -------------------------------------------------------- | -------------------------------------------------------- | -------------------------------------------------------- | -------------------------------------------------------- | -------------------------------------------------------- |
| 1. Riesling                                              | blanco                                                   |                                                          | 18,7                                                     | 2134                                                     |
| 2. Trollinger                                            | tinto                                                    |                                                          | 16,7                                                     | 1908                                                     |
| 3. Blaufränkisch                                         | tinto                                                    | Lemberger                                                | 15,5                                                     | 1769                                                     |
| 4. Spätburgunder (Pinot Noir)                            | tinto                                                    | Pinot noir                                               | 11,5                                                     | 1309                                                     |
| 5. Schwarzriesling (Pinot Meunier)                       | tinto                                                    | Pinot meunier                                            | 10,5                                                     | 1201                                                     |